# Малые жаворонки
Малые жаворонки (лат. Calandrella) — род воробьиных птиц из семейства жаворонковых (Alaudidae).

## Классификация
Международный союз орнитологов относит к роду 6 видов:
- Calandrella acutirostris Hume, 1873 — Тонкоклювый жаворонок, или тонкоклювый малый жаворонок[1]
- Calandrella blanfordi (Shelley, 1902) — Малый жаворонок Бланфорда[1]
- Calandrella brachydactyla (Leisler, 1814) — Малый жаворонок
- Calandrella cinerea (J. F. Gmelin, 1789) — Африканский малый жаворонок[3]
- Calandrella dukhunensis (Sykes, 1832)
- Calandrella eremica (Reichenow & Peters, N, 1932)

Некоторые виды, ранее относимые к малым жаворонкам, перенесены в род Alaudala.